# Stratonice (roman)

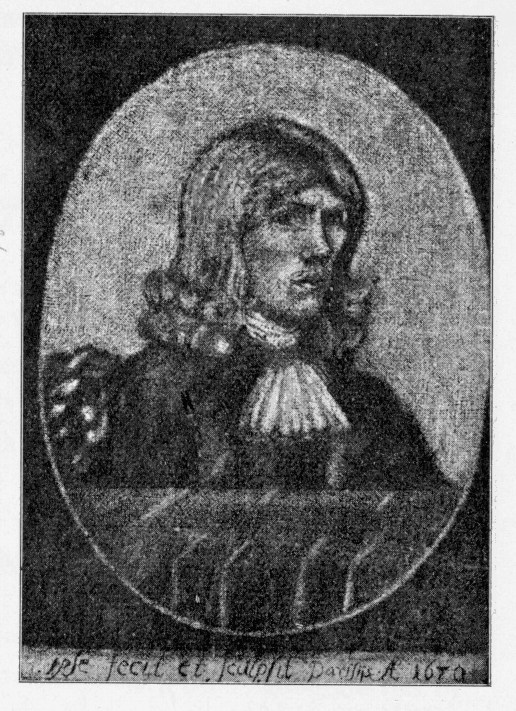
En ung Urban Hjärne, författaren till Stratonice.

Stratonice är en delvis självbiografisk roman av den svenske författaren Urban Hjärne, som skrevs i omgångar mellan 1666 och 1668. Den brukar kallas för den första svenska romanen. I svensk litteraturhistoria fyller romanen därför en viktig roll, även om det som litterärt verk står i stort beroende till andra europeiska förlagor, inte minst Honoré d'Urfés L'Astrée.
Romanen handlar om kärleken mellan herden Celadon och Stratonice i fokus, en kärlek som är omöjlig med tanke på deras ståndsskillnad. Celadon är Hjärne själv, medan den 12-åriga Margareta Bielke är Stratonices verkliga förebild.

## Tillkomst
Romanen tillkom i etapper mellan 1666 och 1668. Händelserna som återges i romanen ska ha inträffat mellan maj och september 1665, då Hjärne själv var 24 år gammal. Celadon var det smeknamn han gavs vid herdeorden vid Uppsala universitet, där bland andra även hans bror Thomas Hjärne ingick. Han umgicks vid romanens tillkomst även flitigt med bland andra Samuel Columbus, Jacob Gyllenborg och Anders Leijonstedt.
Romanen skrevs sannolikt inte för att ges ut offentligt under Hjärnes livstid, då det hade varit förödande för Hjärne om parallellerna till svenskt samhälle upptäcktes. På så vis fyllde den inte samma funktion som exempelvis Rosimunda, tragedin som Hjärne skrev för Karl XI och som brukar betraktas som den första svenska tragedin. Förmodligen skrevs den bara för kamraterna i Uppsala.

## Handling
Hjälten i Stratonice är herden Celadon, som förälskat sig i den tolvåriga Stratonice och försöker vinna hennes gunst. Handlingen, som är förlagd till antikens Grekland, börjar in medias res, när hjälten befinner sig på resa och kommer till ett hov där han upptas i det förnäma sällskapet. In i rummet där hjälten befinner sig kommer Stratonice, och han blir omedelbart förälskad, i linje med konventionerna för 1600-talets såväl som antikens kärleksromaner. Utmaningen som driver handlingen är den stora ståndsskillnaden mellan de två personerna, och som Celadon måste försöka överkomma – samtidigt som den måste hemlighållas, då det skulle väcka stor vrede om deras känslor upptäcktes.
Stora delar av romanen handlar om känslorna som följer i förälskelsens spår. Det går fort mellan behärskning och obehärskning: Inför Stratonice måste han alltid uppträda med en salongsmässig konvenans, men när han är lämnad åt sig själv kan han bete sig betydligt mer obehärskat. Han växlar mellan att löpa kring i alla skogar och lundar av glädje och att nedkalla förbannelser. Dessa stämningsväxlingar är en väsentlig del av romanens intrig, 'retarderande moment' som har använts för att upprätthålla spänning i romaner så länge de har funnits. Under 1600-talet börjar dessa retarderade moment även ske på ett psykologiskt plan, inspirerat av Honoré d'Urfé.
Romanen är en sorts nyckelroman där romanfigurerna har verkliga förebilder. Nyckeln gav Hjärne själv i dagboksanteckningar, där han skildrade motsvarande händelser i sitt liv. Celadon är exempelvis Hjärne själv, medan titelns Stratonice är Margareta Bielke. Karl X Gustav får namnet Philippus och Karl XI Alexander. Även om handlingen i boken är förlagd till antikens Grekland kan man utifrån dagboken ändå utröna vilka platser i Sverige det rör sig om. Aten är exempelvis Uppsala, Korinth Stockholm och Efesos Tallinn. Makedonien är hela det svenska väldet, medan Grekland är det egentliga Sverige och Egeiska havet Ålands hav. Täcknamnen har Hjärne hämtat ur de antika grekiska sagorna om Stratonice, berättelser som bland andra har skildrats av Plutarchos. I sagan har en hövisk prins förälskat sig i sin styvmor. Kärlekskvalen gör honom dödssjuk, men han dör hellre än att berätta att han älskar sin styvmor. Berättelserna överensstämmer föga med Hjärnes roman, utan beröringspunkten är läkaren i de antika berättelserna som genom list och kunskap om människan lyckas lösa konflikten. Hjärne förenar i sin Celadon den förälskade prinsen och den listige läkaren.

## Genre
Romanens genretillhörighet har diskuterats. Bland annat menar Fredrik Böök att det är en "heroisk-galant" roman, medan C.V.A. Strandberg har sett det som ett klassiskt exempel på en herderoman. Samtidigt menar Magnus von Platen att romanen har för få pastorala inslag för att vara en renodlad herderoman: Det finns för få får, lamm och hundar. Den saknar även den klassiska herderomanens starkt stiliserade, antikhärmande och allegoriska drag, och är samtidigt för verklighetstrogen. Von Platen instämmer mer i Bööks kategorisering av romanen som en heroisk-galant roman, bland annat med tanke på dess realistiska drag, att den skildras som historisk roman och inte samtida, och att den är skriven i en tradition där flera 1600-talsförfattare använde Stratonicemotivet för heroisk-galanta romaner, bland annat Luca Assarinos La Stratonica som var en av 1600-talets mest lästa romaner i Italien.
Samtidigt drar Von Platen att romanen bör ses som en blandform mellan dessa genrer, vilket också är vad som gör romanen originell och utan direkt utländsk motsvarighet (när det kommer just till sammanfogningen av herderomanen och den heroisk-galanta romanen).

## Berättarteknik och stil
Vad gäller romanens stil är den tidstypisk. Hjärnes berättarteknik och känsloanalys är konventionell och lånad från andra europeiska förlagor. Samtliga förväntade eller vanligt förekommande höviska situationer uppkommer, såsom promenader i det fria, knytandes av skoremmar och dödandet av ormar. Naturskildringarna är också konventionella, och trots att naturen återkommer nästan överallt och att handlingen till största del äger rum utomhus fyller naturen ingen självständig roll. Språket är också konventionellt med lån från europeiska förlagor, bland annat utrop som "O himmel, hielp!" Ord som mätress, nymf och kurtisan är också hämtade ur europeiska förlagor, även om han i många fall är den första som använder dem i Sverige. Det är bland annat fallet med ordet "bittersöt".

## Tematik

### Klasskillnader
1600-talet var ett utpräglat ståndssamhälle, men även om klasskillnaderna var stora var de inte oöverstigliga. Trygghet i samhället var i stort sett förbehållen adeln, men adelskap gick att förvärva. Denna ambition att inträda i adeln är en genomgående tematik i Stratonice, Celadons vilja att ta sig upp i samhället. Som porträttmålare och poet försöker han ställa sig till adelsmännens och kungligheternas tjänst, dra uppmärksamhet till sig för sina gärningar och samtidigt undvika att prata med enkelt hovfolk.

### Kärlek
Stratonice är i grunden en kärleksroman, om en herde som vill vinna en ung adelsflickas gunst. I Stratonice skildrar Hjärne Celadons tillvägagångssätt och "räncker" för att förvärva Stratonices och de andra adligas gunst, med en utstuderad taktik och föreställningskonst. Han ordnar sina anletsdrag, varierar uppsyn, reser bort i bland för att egga Stratonices kärlek, ställer sig in hos kammarjungfrurna för att få hjälp att uppnå sina ambitioner och gör psykologiska iakttagelser som ska hjälpa honom på vägen. Samtidigt är troheten ett grundelement i kärleksskildringen, kärleken till Stratonice måste vara livet ut. Det är lättare att hindra månens lopp, enligt romanens slut, än att locka Celadon att överge Stratonice för någon annans skull. Samtidigt måste kärleken vara kysk i linje med Platons idélära och Giovanni Pico della Mirandolas nyplatonism under renässansen, en förnuftig kärlek som hyllar skönheten men inte begäret i linje med den höviska kärlekens ideal.

### Didaktik
Romanen innehåller många didaktiska tankegångar om hur man som ung, oadlig man ska kunna vinna vänner och inflytande. Kombinationen av litterära och didaktiska ideal påminner mycket om Honoré d'Urfés herderoman L'Astrée, som Hjärne har inspirerats av. Insikterna i hur man för sig inom hovet och för att vinna kvinnors gunst torde Hjärne ha lärt från bland andra Baldassare Castigliones Boken om hovmannen (1528), Giovanni della Casas Galateo (1558), Nicolas Farets L'honnête holme ou l'art de plaire à la cour (1630) liksom Baltasar Gracián y Morales Hovmannen, som blev särskilt viktig i Norden. Samtliga cyniskt machiavelliska läroböcker som riktar sig tilll ungdomar som vill bli höviska, förfinade och skrupelfria – med andra ord att göra karriär i det stelbenta 1600-talet.